# 彦奇
彦奇（1926年—），曾用名商国臣，男，吉林延吉人，中国中共党史学家，曾任中国人民大学教授、博士生导师。